# Avillers (Meurthe y Mosela)
 Avillers  es una comuna y población de Francia, en la región de Champaña-Ardenas, departamento de Meurthe y Mosela, en el distrito de Briey y cantón de Audun-le-Roman.
Su población en el censo de 1999 era de 79 habitantes.
Está integrada en la Communauté de communes du Bassin de Landres .

## Demografía
| 125 | 96 | 74 | 74 | 58 | 79 |
| Para los censos de 1962 a 1999 la población legal corresponde a la población sin duplicidades (Fuente: INSEE [Consultar]) |    |    |    |    |    |